# Sint-Hilariuskerk (Givet)
De Sint-Hilariuskerk (Frans: Église Saint-Hilaire) is een rooms-katholiek kerkgebouw in de Noord-Franse plaats Givet, gelegen aan de Maas. Het werd gebouwd aan het einde van de 17e eeuw en verving een eerdere kerk die in 1675 werd verwoest. De kerk wordt gekarakteriseerd door de massieve bouw in classicistische stijl.

## Geschiedenis
De eerste vermelding van een kerk, gewijd aan sint Hilarius, gaat terug tot 832. In 1675 werd het gebouw verwoest tijdens een Franse aanval op het toenmalige Spaanse Givet. In 1680 kwam Givet officieel in handen van Frankrijk na de Vrede van Nijmegen en werd de plaats herbouwd. De Sint-Hilariuskerk werd ook herbouwd vanaf 1682 en de voorgevel en het schip kwamen in 1683 gereed.
In 1696 werd Givet opnieuw gebombardeerd en raakte de kerk beschadigd, waarna ze op 20 augustus 1698 weer in gebruik werd genomen. In 1702 kwam uiteindelijk het koor gereed, gebouwd door de aannemer Jean Laurent. Opmerkelijk is dat er een straat, de rue de la Fausse-Porte, onder het koor doorloopt.
Het ontwerp van de kerk wordt soms toegeschreven aan Sébastien Le Prestre de Vauban, omdat hij in Givet verantwoordelijk is geweest voor de bouw van verdedigingswerken, maar dit is waarschijnlijk onjuist. De architect van de kerk is niet bekend.

## Gebouw
De op het zuidoosten georiënteerde pseudo-basilicale kerk is volledig opgetrokken met lokale blauwsteen. Het schip heeft een lengte van vijf vensterassen en wordt aan de noordwestelijke zijde afgesloten met een ingangsportaal en aan de zijdes daarvan de zuidelijke onafgewerkte toren van twee geledingen hoog en de noordelijke afgewerkte klokkentoren met vier geledingen en torenspits. Het dak en de spits zijn afgedekt met leisteen.
Het koor loopt in het verlengde van het middenschip door met een lengte van drie vensterassen en wordt afgesloten met een vijfzijdige apsis waarbij zich enkel in de eerste en vijfde zijde een venster bevindt. De sacristie is tegen de noordzijde van de apsis aangebouwd.

## Interieur
Enkele onderdelen van het interieur zijn beschermd als monument, waaronder een lambrisering in Lodewijk XV-stijl uit de 18e eeuw, bestaande uit 23 bewerkte panelen die afkomstig zijn uit het voormalige minderbroedersklooster van Givet.
In de kerk bevinden zich onder andere ook grafzerken uit de 17e en 18e eeuw, een hoofdaltaar uit 1682, zijaltaren die vervaardigd zijn rond 1700 en enkele 18e-eeuwse schilderijen.
De beschermde kast van het orgel stamt uit de 18e eeuw en is waarschijnlijk afkomstig van een Vlaamse orgelbouwer. Het binnenwerk is in 1885 geplaatst door de Brusselse orgelbouwer Pierre Schyven, maar bevindt zich in slechte staat.

### Vensters
De achttien vensters waren alle voorzien van glas in loodramen, maar deze waren beschadigd tijdens de Eerste en Tweede Wereldoorlog. Als goedkope oplossing werden ze in 1971 vervangen door beschilderd plexiglas, maar dit materiaal degradeerde snel. In 2012 startte de vereniging L'Association des amis du Patrimoine religieux givetois een project om het plexiglas te vervangen.
De nieuwe ramen werden ontworpen door Catherine Roch de Hillerin en vervaardigd door het Atelier Simon Marq uit Reims. In september 2020 werden de eerste twee ramen in de kerk geplaatst. Het betrof Le Baptême en La Confirmation die in het koor werden geplaatst. In december 2020 volgden La Création en Marie, mère de l’Humanité die beide in het schip werden geïnstalleerd. In februari 2022 werd het vijfde raam geplaatst in het schip.